# Кирилл IV (патриарх Константинопольский)
Патриарх Кири́лл IV (греч. Κύριλλος Δ΄) — епископ Константинопольской православной церкви. Патриарх Константинопольский в 1711—1713 годах.

## Биография
Будущий патриарх Кирилл родился в городе Митилини, в Греции. Имел хорошее образование.
В 1686 году избран митрополитом Кизикским.
В 1709 году митрополит Кирилл был избран патриархом Константинопольским, но благодаря вмешательству великого визиря Османской империи Чорлулу Дамат Али-паша это избрание было отменено. На патриарший престол был возведён Афанасий V.
В 1711 году Афанасий V был свергнут, а Кирилл был вновь избран патриархом. На сей раз его восшествию на патриарший престол ничего не помешало. Главным деянием его двухлетнего патриаршества стало экономическое восстановление патриархата. Он отказался платить увеличенный налог Порте (канцелярия Османского визиря), из-за чего он был вынужден уйти на покой в 1713 году.
После ухода жил в Стамбуле, где и умер в 1728 году.